# Kituro Rugby Club
Kituro Rugby Club er en rugbyklub, der blev grundlagt i 1961 i Schaerbeek, Bruxelles, Belgien.

## Resultater
- Belgiske mesterskab (4) : 1967, 1996, 2009, 2011
- Belgisk Cup (6) : 1969, 1977, 1981, 1983, 1993, 1998

## Eksterner henvisninger
- Wikimedia Commons har flere filer relateret til Kituro Rugby Club
- Kituro.be (fransk)

50°51′38″N 4°23′50″Ø / 50.86056°N 4.39722°Ø